# Плавання на літніх Олімпійських іграх 2008 — марафон 10 кілометрів (жінки)
Змагання з плавання на відкритій воді на дистанції 10 км серед жінок на Олімпіаді 2008 року пройшли 20 серпня в Олімпійському гребному парку Шуньї. У цій дисципліні вперше розігрувалися олімпійські медалі. Золото виграла фаворитка старту 3-разова чемпіонка світу на цій дистанції (2006, 2007 і 2008) 19-річна росіянка Лариса Ільченко. Це було єдине золото, завойоване збірною Росії у всіх дисциплінах плавання на Іграх у Пекіні. Друге і третє місце посіли плавчині з Великої Британії.
24-річна південноафриканка Наталі дю Туа, у якої у 2001 році у результаті аварії була ампутована по коліно ліва нога, посіла 16-те місце серед 25 учасниць.

## Медалісти
| Золото | Лариса Ільченко Росія         |
| Срібло | Кері-Енн Пейн Велика Британія |
| Бронза | Кессі Петтен Велика Британія  |

## Результати
20 серпня, 9:00 за місцевим часом (UTC +8)
| Місце | Стартовий номер | Спортсмен                             | Результат |
| ----- | --------------- | ------------------------------------- | --------- |
| 1     | 12              | Лариса Ільченко (RUS)                 | 1:59:27.7 |
| 2     | 21              | Кері-Енн Пейн (GBR)                   | 1:59:29.2 |
| 3     | 2               | Кессі Петтен (GBR)                    | 1:59:31.0 |
| 4     | 18              | Ангела Маурер (GER)                   | 1:59:31.9 |
| 5     | 1               | Ана Марсела Кунья (BRA)               | 1:59:36.8 |
| 6     | 15              | Суонн Оберсон (SUI)                   | 1:59:36.9 |
| 7     | 20              | Поліал Окімото (BRA)                  | 1:59:37.4 |
| 8     | 16              | Яна Пеханова (CZE)                    | 1:59:39.7 |
| 9     | 6               | Андреіна дель Валле Пінто Перес (VEN) | 1:59:40.0 |
| 10    | 24              | Мартіна Грімальді (ITA)               | 1:59:40.7 |
| 11    | 17              | Маріанна Лімперта (GRE)               | 1:59:42.3 |
| 12    | 8               | Тея Зупан (SLO)                       | 1:59:43.7 |
| 13    | 4               | Юрема Рекена (ESP)                    | 1:59:46.9 |
| 14    | 25              | Едіт ван Дейк (NED)                   | 2:00:02.8 |
| 15    | 14              | Мелісса Горман (AUS)                  | 2:00:33.6 |
| 16    | 23              | Наталі дю Туа (RSA)                   | 2:00:49.9 |
| 17    | 22              | Даніела Інасіо (POR)                  | 2:00:59.0 |
| 18    | 3               | Єва Берглунд (SWE)                    | 2:01:05.0 |
| 19    | 9               | Фан Яньцяо (CHN)                      | 2:01:07.9 |
| 20    | 10              | Імельда Мартінес (MEX)                | 2:01:07.9 |
| 21    | 11              | Орелі Мюльє (FRA)                     | 2:02:04.1 |
| 22    | 19              | Хлоя Саттон (USA)                     | 2:02:13.6 |
| 23    | 13              | Наталія Самородіна (UKR)              | 2:10:41.6 |
| 24    | 5               | Антонелла Богарін (ARG)               | 2:11:35.9 |
| 25    | 7               | Крістель Кобріч (CHI)                 | DNF       |

* DNF — не фінішував